# Abdelmajid Charfi
Pour les articles homonymes, voir Famille Charfi.
Abdelmajid Charfi (arabe : عبد المجيد الشرفي), né le 24 janvier 1942 à Sfax, est un universitaire tunisien spécialiste de la civilisation et de la pensée islamiques.
Professeur émérite à l'université de Tunis, il entend analyser le texte coranique de l'intérieur avec le regard et les outils intellectuels d'un homme du XXIe siècle.

## Biographie
Né dans une famille de l'ancienne notabilité d'origine andalouse, installée à Sfax depuis le XIVe siècle et qui compte des oulémas, cadis, imams et muftis au XVIIIe siècle, il obtient un doctorat ès lettres de l'université de Tunis en 1982.
Professeur de civilisation et de pensée islamique, il est doyen de la faculté des sciences humaines et sociales de Tunis entre 1983 et 1986. Il occupe par ailleurs la fonction de chargé de mission au ministère de l'Enseignement supérieur entre 1988 et 1989.
Président de jurys nationaux de recrutement pour les différents niveaux de l'enseignement supérieur et membre du comité national d'évaluation (1993-1996) et du conseil de la Fondation arabe pour la pensée moderne, il est titulaire de la chaire Unesco de religions comparées entre 1999 et 2003,.
Membre des comités de direction ou de rédaction de plusieurs revues, dont la Revue tunisienne de sciences sociales (CERES), Les Cahiers de Tunisie, IBLA, Islamochristiana, Études maghrébines, la Revue arabe des droits de l'homme et Prologues,, il est également membre de la Commission des libertés individuelles et de l'égalité, de la Haute instance pour la réalisation des objectifs de la révolution, de la réforme politique et de la transition démocratique, du Conseil économique et social entre 1993 et 1997 et du Conseil supérieur islamique tunisien,.
Professeur invité, il intervient en tant que conférencier dans de nombreuses universités européennes telles que Paris-IV, Lyon-II, Rome (La Sapienza et Institut pontifical d'études arabes et d'islamologie), Berlin, Leyde et Genève.
Directeur de la collection Ma'âlim al Hadâtha (Caractéristiques de la modernité) chez Sud Éditions et de la collection Al-islâm wâhidan wa muta'addidan (L'Islam un et pluriel) chez Dâr Taliaa, il préside l'Académie tunisienne des sciences, des lettres et des arts entre le 15 décembre 2015 et le 27 mars 2021,.
Charfi dirige la rédaction de l'ouvrage Le Coran et ses lectures qui paraît en 2016. Le livre, une édition critique qui remet le Coran dans une perspective historique, est interdit en Arabie saoudite. En 2021, la troisième édition de la Foire nationale du livre tunisien rend hommage à l'ensemble de sa production académique.

## Pensée
Abdelmajid Charfi plaide pour la démocratisation des sociétés arabo-musulmanes et pour la laïcisation de la scène politique dans cette région du monde. Il cherche dans ses livres et articles des solutions progressistes pour la réconciliation du musulman contemporain avec sa religion et la modernité. L'alternative qui se dégage de ses travaux s'intègre dans le courant du libéralisme théologique. Il défend dans ses écrits la possibilité de moderniser la pensée islamique si l'on adopte, à son égard, une conscience scientifique et critique.
Abdelmajid Charfi ne s'est pas contenté de théoriser et d'enseigner, il s'est investi dans le développement et le renforcement du dialogue islamo-chrétien,.

## Décorations
- Deuxième classe de l'Ordre national du Mérite (Tunisie, 1993)[22].
- Commandeur de l'Ordre de la République (Tunisie, 2018)[23],[24] ;

## Publications

### Ouvrages
- (ar) Abdelmajid Charfi, مقامع الصلبان [« Maqāmi' as-sulbān »], Tunis, Centre d'études et de recherches économiques et sociales,‎ 1975
- (ar) Abdelmajid Charfi, الرسالة الأصغدية [« Ar-Risāla al-asgadiyya »], Tunis, Maison arabe du livre,‎ 1976
- (ar) Abdelmajid Charfi, الفكر الإسلامي في الرد على النصارى [« La pensée islamique et ses réponses aux chrétiens »], Tunis, Maison tunisienne de l'édition,‎ 1986, rééd. Dâr Madar, Beyrouth, 2007
- (ar) Abdelmajid Charfi, الإسلام و الحداثة [« L'Islam et la Modernité »], Tunis, Maison tunisienne de l'édition,‎ 1991, rééd. Dâr Taliaa, Beyrouth, 2009
- (ar) Abdelmajid Charfi, الإسلام بين الرسالة و التاريخ [« L'islam entre le message et l'histoire »], Beyrouth, Dâr Taliaa,‎ 2001
- Abdelmajid Charfi, Le fait religieux, Tunis, Sahar édition, 2005
- (ar) Abdelmajid Charfi et Murad Hofmann, مستقبل الإسلام في الغرب و الشرق [« L'avenir de l'Islam à l'Ouest et à l'Est »], Damas, Dâr Al Fikr,‎ 2008
- Abdelmajid Charfi (préf. Abdou Filali-Ansary), La Pensée islamique, rupture et fidélité, Paris, Albin Michel, coll. « L'islam des lumières », 2008, 253 p. (ISBN 978-2-226-18281-4)[25]
- (ar) Abdelmajid Charfi, تحديث الفكر الإسلامي [« Modernisation de la pensée islamique »], Beyrouth, Dâr Al Madar Al Islami,‎ 2009
- (ar) Abdelmajid Charfi, لبنات، 3 مجلدات [« Pensées (3 volumes) »], Tunis, Sud Éditions,‎ 2011
- Abdelmajid Charfi, Révolution, modernité, islam, Tunis, Sud Éditions, 2012[26]
- (ar) Abdelmajid Charfi, مرجعيات الإسلام السياسي [« Références de l'Islam politique »], Beyrouth, Tanwir,‎ 2014[27]
- (ar) Abdelmajid Charfi, البداهات الزائفة في الفكر الإسلامي [« Les fausses évidences dans la pensée islamique »], Tunis, Med Ali,‎ 2022[28]
- Abdelmajid Charfi, L'esprit et la lettre, Tunis, Sud Éditions, 2022[29]

### Ouvrages collectifs
- Abdelmajid Charfi (en collaboration avec les membres du GRIC), Ces Écritures qui nous questionnent, la Bible et le Coran, Paris, Centurion, 1987
- Abdelmajid Charfi (en collaboration avec les membres du GRIC), Foi et justice, Paris, Centurion, 1987
- Ammar Mahjoubi (dir.) et Abdelmajid Charfi, Mélanges offerts à Mohamed Talbi à l'occasion de son 70e anniversaire, La Manouba, Publications de la faculté des lettres de La Manouba, 1993
- Abdelmajid Charfi et Michel Camau (dir.), Sciences sociales, sciences morales ? : Itinéraires et pratiques de recherche, Carthage, Beït El Hikma, 1995
- (ar) Abdelmajid Charfi (dir.), الظواهر الحضرية في تونس القرن العشرين [« Phénomènes urbains en Tunisie du XXe siècle »], La Manouba, Publications de la faculté des lettres de La Manouba,‎ 1996
- (ar) Abdelmajid Charfi (dir.), المسلم في التاريخ ، المجلد 1 [« Le musulman dans l'histoire, 1 »], La Manouba, Publications de la faculté des lettres de La Manouba,‎ 1998
- (ar) Abdelmajid Charfi (dir.), المسلم في التاريخ ، المجلد 2 [« Le musulman dans l'histoire, 2 »], Casablanca, Fondation du Roi Abdul-Aziz Al Saoud pour les études islamiques et les sciences humaines,‎ 1999
- Kmar Bendana, Katia Boissevain et Delphine Cavallo (dir.), Biographies et récits de vie, Tunis, Institut de recherche sur le Maghreb contemporain, 2005
- (ar) Abdelmajid Charfi (dir.), المصحف و قراءاته [« Le Coran et ses lectures »], Carthage, Beït El Hikma,‎ 2016[14]

### Traductions
- (ar) Peter L. Berger (trad. de l'anglais par Abdelmajid Charfi), القرص المقدس [« The Sacred Canopy »], Tunis, Centre de publication universitaire,‎ 2003
- Abdelmajid Charfi (trad. André Ferré), L'Islam entre le message et l'histoire, Paris, Albin Michel, coll. « L'islam des lumières », 2004, 230 p. (ISBN 978-2-226-15431-6)[30]
- (en) Abdelmajid Charfi (trad. David Bond), Islam : Between Message and History, Londres/Édimbourg, Aga Khan University-Institute for the Study of Muslim Civilisations/Edinburgh University Press, coll. « In Translation: Modern Muslim Thinkers », 2009, 185 p. (ISBN 978-0-748-63967-0, lire en ligne)